# Josef Fröwis
Josef Fröwis (* 17. März 1937 in Feldkirch, Vorarlberg; † 3. Mai 2022 in Frastanz) war ein österreichischer Sportschütze.

## Sportliche Karriere
Fröwis war in der Zeit zwischen 1957 und 1964 Mitglied der österreichischen Nationalmannschaft und stellte 1958 einen neuen Rekord für das Kleinkaliber über 100 Meter auf. Bei den Olympischen Sommerspielen 1960 in Rom belegte er den 9. Platz. Eine zweite Teilnahme an den Olympischen Spielen 1964 in Tokio blieb ihm trotz erfolgreicher Qualifikation verwehrt, weil der Österreichische Schützenbund im Vorfeld die Teilnahme für die gesamte Mannschaft zurückzog.
Fröwis gewann 20 österreichische Staatsmeisterschaften, wobei er 1958 gleich vier von fünf möglichen Titel holen konnte. Im selben Jahr erreichte er bei der Weltmeisterschaft in Moskau den sechsten Rang und verpasste die Bronzemedaille um nur drei Ringe. Das gute Abschneiden manövrierte ihn jedoch unter die Top 10 der Weltrangliste. Vier Jahre später nahm er erfolgreich bei der Weltmeisterschaft 1962 in Kairo teil. Insgesamt durfte er sich bei drei Europameisterschaften beweisen.

## Leben
1953 begann Fröwis eine Lehre als Büchsenmacher, was ihn bereits ein Jahr später zum Sportschießen brachte. Nur drei Jahre später konnte sich Fröwis bei einem internationalen Bewerb in Luzern unter Beweis stellen, wo er sich dank guten Ergebnissen für die österreichische Nationalmannschaft qualifizierte. Neben seiner Karriere als Sportschütze führte Fröwis einen Fachgeschäft in Feldkirch für Jagd, Sport und Fischerei, das er bereits mit 19 Jahren von seinem verstorbenen Schwiegervater übernommen hatte. Die Weigerung, die österreichischen Sportschützen zu den Olympischen Spielen nach Tokio zu senden, war für Fröwis der ausschlaggebende Punkt seine Karriere vom internationalen Sport zu beenden und sich vermehrt seinem Geschäft zu widmen.
Im Jahr 2000 übergab Fröwis das Geschäft an seinen zweiten Sohn Christoph Fröwis. Später übernahm er die Generalvertretung für SIUS in Österreich für insgesamt 15 Jahre.